# 厄瓜多尔人民力量集中党
人民力量集中党（西班牙語：Concentración de Fuerzas Populares, CFP) 是厄瓜多尔的一個民粹主義政党。它成立于1949年，其總部位於瓜亞基爾。  1979年至1981年期間擔任厄瓜多爾总统的海梅·罗尔多斯·阿吉莱拉就是該黨黨員。厄瓜多尔人民力量集中党的领导层中有许多人具有黎巴嫩血统。自20世纪80年代末之後，該黨開始默默無聞了。